# Auguste Rodin
François-Auguste-René Rodin (París, 12 de novembre de 1840 - Meudon, 17 de novembre de 1917) fou un dels més reconeguts escultors de tots els temps, considerat el fundador de l'escultura moderna. Les col·leccions més importants d'obres de Rodin es troben, actualment, als Musées Rodin de París i de Meudon. Considerat el pare de l'escultura moderna, la seva importància es deu a la ruptura amb el cànon acadèmic del segle xix a França. Això no vol dir que l'artista no conegués o dominés les regles de l'estètica del seu temps, sinó que la seva concepció de l'art li va permetre inaugurar una nova etapa a l'àmbit de l'escultura.
Gran part de les escultures més notables de Rodin van ser criticades, ja que xocaven amb les tradicions escultòriques figuratives predominants en què les obres havien de ser decoratives, formulades i marcadement temàtiques. Les obres més originals de Rodin partien dels temes tradicionals de la mitologia i de l'al·legoria. Va modelar el cos humà amb naturalisme, i les seves escultures celebraven el caràcter individual i la fisicalitat. Tot i que Rodin era sensible a la controvèrsia que desperaven les seves obres, no va canviar el seu estil, i la seva insistència va tenir una resposta creixentment favorable per part dels governs i de la comunitat artística.
Des del naturalisme inesperat de la primera gran obra de Rodin -inspirat pel seu viatge a Itàlia l'any 1875- fins als memorials menys convencionals que més tard comissionaria, la seva reputació va créixer i Rodin es va convertir en l'escultor francès preeminent de la seva època. Ja al 1900, era un artista mundialment reconegut. Clients privats adinerats estaven interessats en les obres de Rodin després de la seva exhibició a la Fira Mundial, i va mantenir la relació amb intel·lectuals i artistes d'alt perfil. La seva estudiant, Camille Claudel, es va convertir en la seva sòcia, amant, i rival creativa. Rodin també va tenir com a altres alumnes Antoine Bourdelle, Constantin Brâncuși, i Charles Despiau. Es va casar amb la que havia estat la seva companya tota la vida, Rose Beuret, en l'últim any de les seves vides. Les seves escultures van patir un declivi en popularitat després de la seva mort l'any 1917, però passades unes dècades el seu llegat es va solidificar. Rodin roman un dels pocs escultors àmpliament conegut fora de la comunitat de les arts visuals.

## Formació
Rodin va néixer l'any 1840 en el sí d'una família treballadora de París, segon fill de Marie Cheffer i Jean-Baptiste Rodin, que era secretari del departament de policia. Va ser principalment autodidacta, i va començar a dibuixar als 10 anys. Entre els 14 i els 17, va assistir a la Petite École, un escola especialitzada en art i matemàtiques on va estudiar dibuix i pintura. El seu professor de dibuix, Horace Lecoq de Boisbaudran, creia que primer s'havia de desenvolupar la personalitat dels seus estudiants per tal que observessin des dels seus propis ulls i dibuixessin a partir dels seus propis records, i Rodin va expressar admiració pel seu professor molt més tard. Va ser en aquesta Petite École on va conèixer Jules Dalou i Alphonse Legros, i també va tenir com a professor el pintor Jean-Hilaire Belloc.
Al mateix temps que estudiava a La Petite École, va ser deixeble d'Antoine-Louis Barye, especialista en anatomia animal del Museu Nacional d'Història Natural, i va treballar a l'estudi de Louis-Robert Carrier-Belleuse.
Després d'abandonar La Petite École, va intentar ingressar a l'Escola de Belles Arts de París, essent rebutjat tres vegades. Viatjà a Itàlia l'any 1875 on restà impressionat per l'obra de Miquel Àngel. També era admirador de l'art gòtic i va recórrer les catedrals de França el 1877.

## Obra

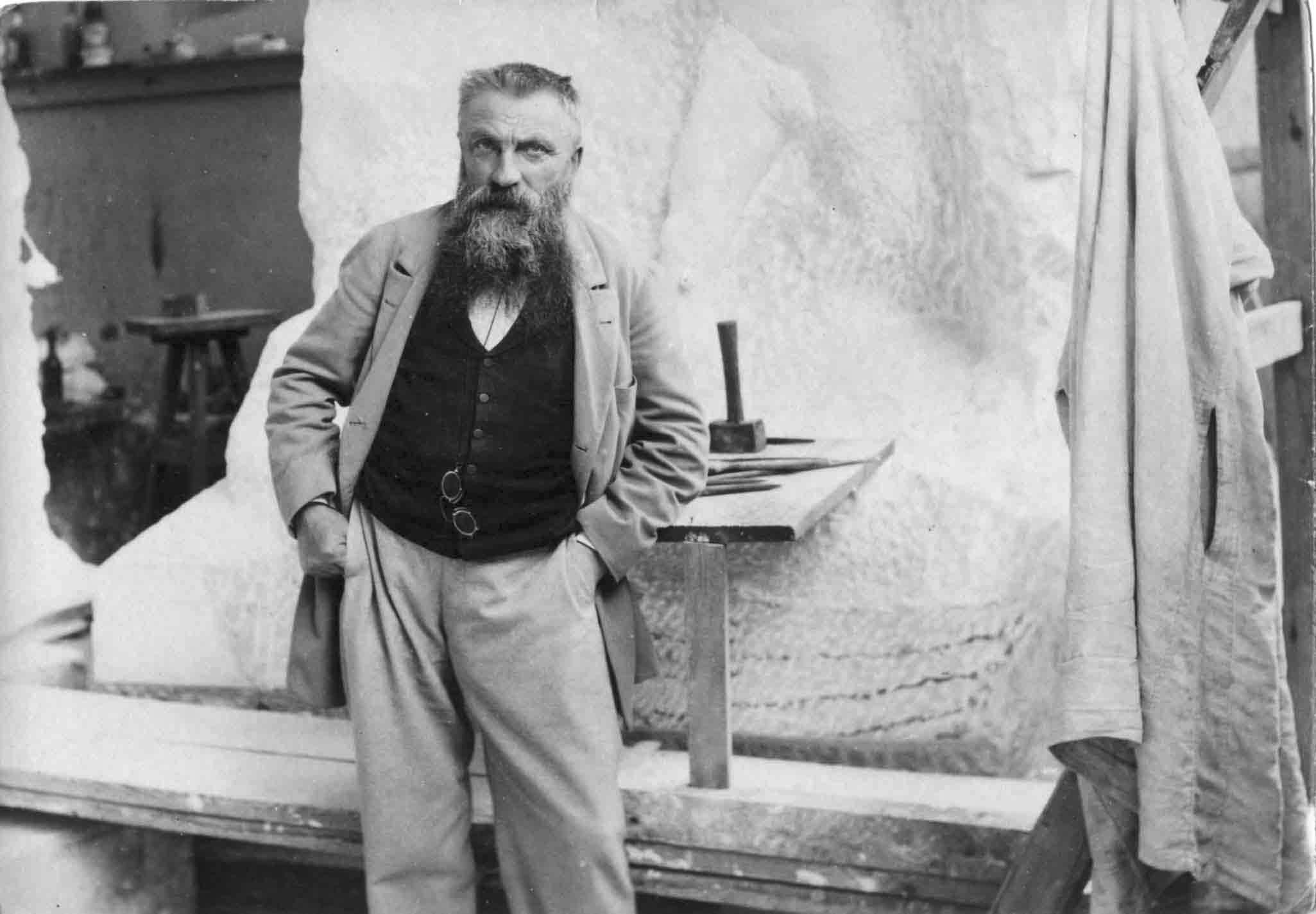
Rodin, 1898.

La primera obra que Rodin va intentar exposar va ser L'Homme au nez cassé (L'home del nas trencat) obra la qual va ser rebutjada en considerar els responsables del Saló de París que no estava acabada. Més endavant presentaria L'edat de bronze.
La seva obra més ambiciosa va ser l'anomenada La porta de l'infern. Feta per encàrrec del Museu d'Arts Decoratives, va encabir les seves obres més conegudes: El pensador (1880), El bes (1886) i El fill pròdig (1889). En aquesta obra, en la qual Camille Claudel va col·laborar amb Rodin durant 4 anys, presentada al públic en escaiola el 1900, les fonts d'inspiració van ser diverses. Es van assenyalar Les portes del paradís de Ghiberti, L'infern de Dante i Les flors del mal de Baudelaire.
També va fer estàtues dels escriptors Victor Hugo i Honoré de Balzac (1897), que van ser polèmiques a l'època de Rodin, però que després van acabar estant monuments públics a París. Molt cèlebre és el conjunt escultòric Els burgesos de Calais.
El llenguatge de l'escultura que va ser definit a la Grècia clàssica havia romàs més o menys invariable fins a final del segle xix. La gran mostra de les obres d'Auguste Rodin, a l'Exposició Universal de París de l'any 1900, va representar un punt d'inflexió que començava a trencar amb els plantejaments clàssics de la tradició escultòrica i desvetllava l'esperit experimental que duria a nous comportaments artístics.

### Nus

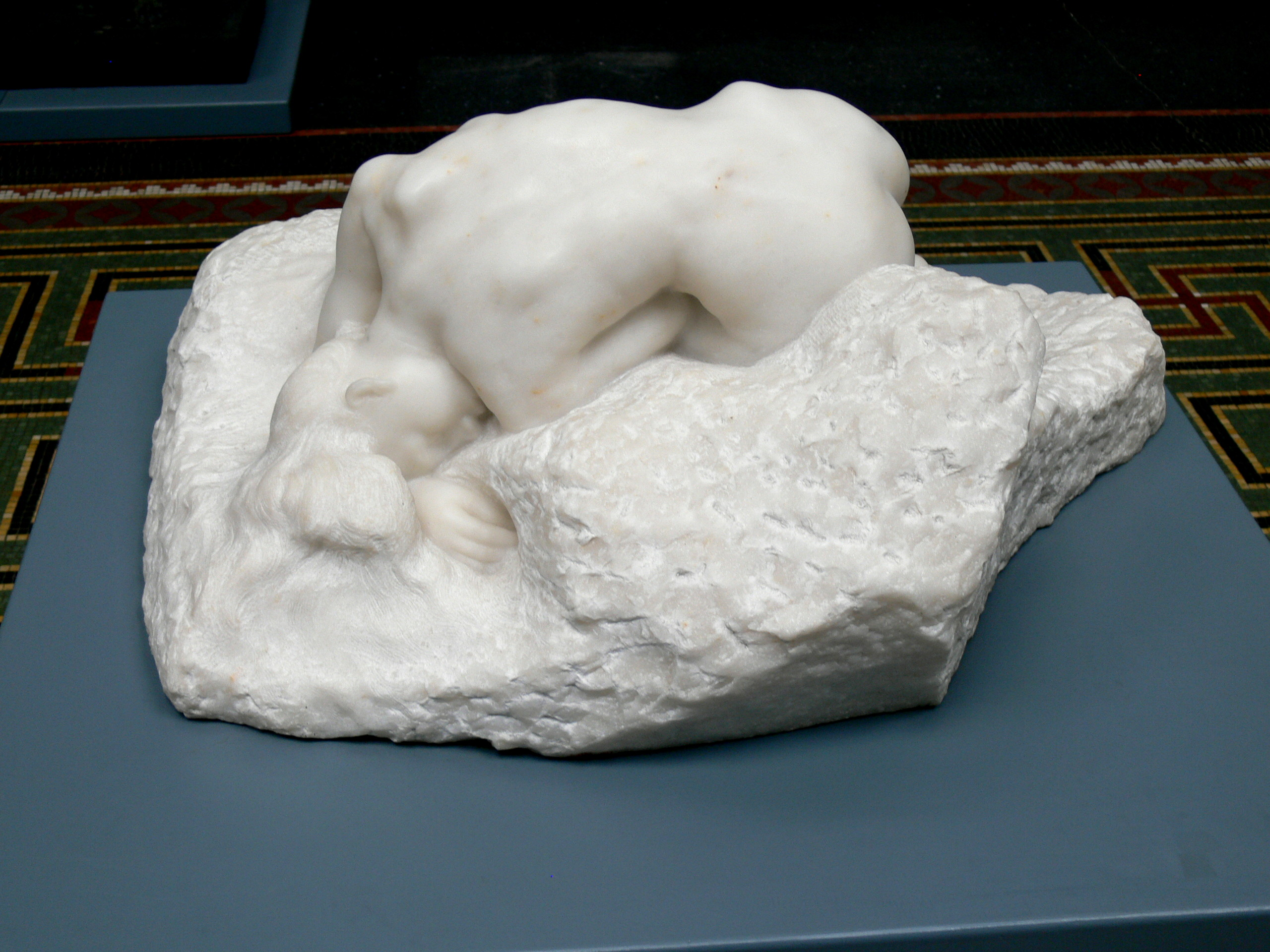
La Danaïde. Escultura en marbre, 1889 aproximadament (Museu Rodin).

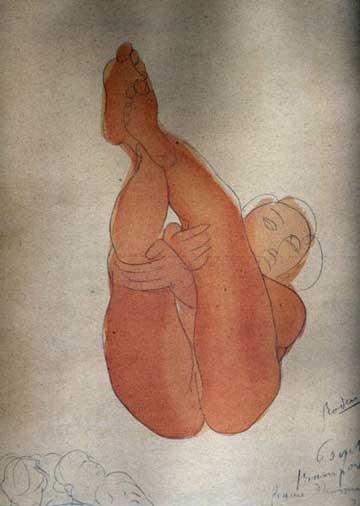
Femme nue. aquarel·la sobre paper.

El sexe i l'erotisme van ser preocupacions centrals dins el treball de Rodin. Els cos nu, realitzant activitats sexuals explícites com ara masturbacions, cunnilingus, etc., van ser un constant de l'obra de l'artista, plasmats tant en escultures com en dibuixos i gravats. Es va assenyalar que Rodin va ser el primer escultor a reproduir fidelment la vulva d'una dona en una escultura, concretament a Iris, messagère des dieux (Iris, missatgera dels déus).

## Vida amorosa i familiar

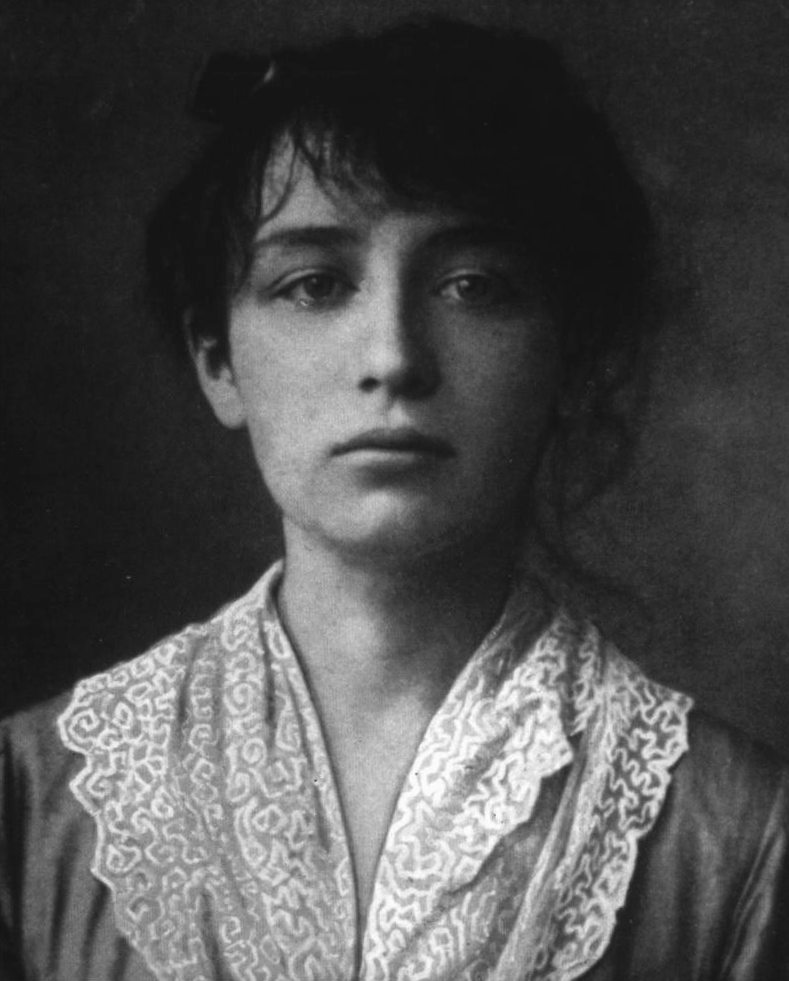
Camille Claudel el 1884.

### Família paterna
Son pare, Jean-Baptiste, va ser un funcionari de la policia normanda,

### Vida amorosa
Rodin va ser un artista obsessionat pel sexe i l'erotisme, i va acumular al llarg de la seva vida una important quantitat d'amants.
Dues dones van ser les que van compartir la seva existència i influenciar-ne.
La primera va ser la seva companya de tota la vida, Rose Beuret, amb la qual es va casar el 29 de gener de 1917 (l'any en què van morir tant Rodin com Rose). Amb Rose Beuret va tenir un fill, el qual va ser pràcticament ignorat per Rodin.
L'altra dona que va exercir una influència importantíssima a la vida de l'artista va ser Camille Claudel, qui va ser part del grup d'estudiants que va acceptar Rodin aproximadament l'any 1884. Camille Claudel, a qui l'escriptor Octave Mirbeau va descriure com "una rebel·lió de la naturalesa, una dona de caràcter" va ser l'amant de Rodin des del 1883 o 1884, amb dinou anys fins als trenta-quatre, el 1898. Es va assenyalar que, a partir del seu encontre amb Camille Claudel, Rodin va escometre la representació de temes obertament eròtics i sexuals.
Rodin va tenir també altres encontres amb artistes reconeguts. La ballarina Isadora Duncan va relatar la seva trobada frustrada amb l'artista. De tota manera, també d'altres artistes van creuar-se en la vida de Rodin, i algunes vegades aquests encontres van ser objecte d'intents de desacreditació pública; l'empresari rus Serguei Diàguilev, en trobant Rodin i Vàtslav Nijinski dormits junts sobre la gespa de l'Hôtel Biron, va fer córrer la remor que eren amants.

## Influència del seu treball
La seva obra prefigura l'escultura modernista i el realisme, el vigor i el classicisme hi són sempre presents. Va tenir una influència enorme en els escultors del segle xx. Artistes com Camille Claudel, Maillol, Brancusi, Matisse, Giacometti o Chillida, entre d'altres, o l'escriptor Rainer Maria Rilke van ser fortament influenciats per l'obra i personalitat de Rodin
. Algú hi pot veure alguna repercussió en els nuus de Egon Schiele.

## Valoracions de la seva obra
Tot i no ser la crítica social una de les obsessions de l'artista, Joan Fuster va escriure en un dels seus aforismes que "en els nus de Rodin, es nota que la roba que les figures acaben de traure's són els vestits oprobiosos i industrials del segle XIX: hi ha, en la superfície esculpida, com l'emprenta d'una samarreta barata.